# Iketeru Futari
Iketeru Futari (イケてる2人 lit. La pareja caliente?) es un manga japonés escrito e ilustrado por Takashi Sato y publicado por Shōnen Gahosha. Fue adaptada a un corto anime en 1999 de 16 episodios de 5 minutos cada uno con un gran contenido de fan service. Es básicamente una serie de amor con muchos rasgos de ecchi, su característica principal. 

## Argumento
Keisuke Saji es un muchacho de 16 años que fantasea con las mujeres, en especial con Akira Koizumi, objeto de su amor. Sin embargo Koizumi odia a Saji (al igual que a otros hombres), al punto de pegarle. Aun así, Saji no se rendirá en su objetivo principal, cortejar a Koizumi y que sea su novia.

## Personajes
Keisuke Saji (佐次 京介 Saji Keisuke?)
Voz por: Shigeru Shibuya
Saji es un muchacho de 16 años, que ama todo lo relacionado con las mujeres. Generalmente tiene pensamientos lascivos y al conocer a Koizumi, se dedicará por todos los medios a conquistarla para tener relaciones con ella. Sus acciones lascivas hacia Koizumi son a veces sin intención, aunque hay veces que no es así, ya que la acosa por el simple motivo de darse placer. Aunque Koizumi siempre le pega, él nunca desiste de su ideal original.
Akira Koizumi (小泉明 Koizumi Akira?)
Voz por: Kae Araki
Koizumi es una chica de cabello azul y ojos rojos. Su figura da un aura de misterio y sobre ella han circulado muchos rumores (como que ella se prostituye, o que es lesbiana), sin embargo no se sabe la verdad. Es muy acosada por Keisuke Saji, al que casi siempre acaba pegándole.
El rechazo que tiene Koizumi a los hombres es similar al de Akane Tendo de Ranma ½. El diseño de Koizumi es una mezcla entre Hiroe Ogawa de F3 y de Rei Ayanami de Neon Genesis Evangelion.
Yuki Umemiya (梅宮 悠樹 Umemiya Yuki?)
Voz por: Yamada Miho
Llamada la "Reina de los senos" por Saji, es una amiga de la infancia de éste. Yuki tiene un cuerpo voluptuoso y unos senos enormes, lo que indirectamente la hacen rival para Koizumi. A pesar de esto, no logra desviar la atención de los estudiantes del aura de misterio que rodea a Koizumi.
Ryoko Arigase (蟻賀瀬 涼子 Arigase Ryoko?)
Voz por: Ayumi Furuyama
Una amiga de Koizumi, tiene un pelo largo y morado. Sueles ser la más calmada de las tres y le cae bien Saji.
Maki Amakasu (甘糟 真希 Amakasu Maki?)
Voz por: Tomoe Hanba
Amiga de Koizumi, tiene el cabello marrón, a veces corto y otras veces en cola. Trata de ayudar a Saji para que esté con Koizumi y se rompa el misterio que la rodea.
Misa Kuroki (黒木 美纱 Kuroki Misa?)
Voz por: Ritsuko Kasai
Es una amiga lesbiana de Koizumi, se llega a comportar como si fueran antiguas amantes, ella llega a ser una parte pequeña de un círculo de amigos que se le venden a los hombres para malas intenciones, Koizumi se convierte en una parte de ese grupo por un tiempo, en su búsqueda de aceptación. Misa no llega a tener relaciones sexuales con sus clientes, más bien en su lugar llega a usar las burlas y usar su propio método para garantizar que no lleguen los hombres demasiado lejos con ella.
En el manga se llega a ver que Koizumi no llega a demostrar ser amante de Misa, tampoco llega a valorarla, más bien solo llegaba a otorgar la protección de niña cuando era parte de su estilo de vida.
Kaneto Sakurai (桜井 兼人 Sakurai Kaneto?)
Voz por: Yuko Goto
Pao llega a ser de la misma estatura que Koizumi, cuando Saji llega a verlo hablar con Koizumi llega a creer que el llegaba ser el novio de ella, pero al final Pao llegó a revelar a Saji que llegaba a ser un Homosexual, él se había llegado a enamorar de Saji porque el llegó a hablar con Koizumi para decirle que se fijó lo feliz que estaba llegando a ver a Saji hablando con Koizumi, para eso el decide llegar a vestirse como una chica para querer llamar la atención a Saji, aunque Saji le incomoda eso y le vuelve loco.

## Adaptaciones

### Manga
Escrita por Takashi Sano, se publica mensualmente en la revista Young King Comics de la editora Shōnen Gahosha desde 1997.recopilándose en 33 tankobon.
| Volumen | ISBN                   | Volumen | ISBN                   |
| ------- | ---------------------- | ------- | ---------------------- |
| 01      | ISBN 978-4-7859-1590-2 | 15      | ISBN 978-4-7859-2308-2 |
| 02      | ISBN 978-4-7859-1816-3 | 16      | ISBN 978-4-7859-2376-1 |
| 03      | ISBN 978-4-7859-1848-4 | 17      | ISBN 978-4-7859-2411-9 |
| 04      | ISBN 978-4-7859-1879-8 | 18      | ISBN 978-4-7859-2463-8 |
| 05      | ISBN 978-4-7859-1893-4 | 19      | ISBN 978-4-7859-2503-1 |
| 06      | ISBN 978-4-7859-1926-9 | 20      | ISBN 978-4-7859-2525-3 |
| 07      | ISBN 978-4-7859-1967-2 | 21      | ISBN 978-4-7859-2559-8 |
| 08      | ISBN 978-4-7859-1992-4 | 22      | ISBN 978-4-7859-2596-3 |
| 09      | ISBN 978-4-7859-2027-2 | 23      | ISBN 978-4-7859-2726-4 |
| 10      | ISBN 978-4-7859-2073-9 | 24      | ISBN 978-4-7859-2726-4 |
| 11      | ISBN 978-4-7859-2132-3 | 25      | ISBN 978-4-7859-2776-9 |
| 12      | ISBN 978-4-7859-2161-3 | 26      | ISBN 978-4-7859-2855-1 |
| 13      | ISBN 978-4-7859-2196-5 | 27      | ISBN 978-4-7859-2919-0 |
| 14      | ISBN 978-4-7859-2264-1 |         |                        |

### Anime
Dirigido por Hideki Okamoto y Takeshi Yamaguchi, Iketeru Futari es una serie que se transmitió cuatro veces por semana en la cadena televisiva TBS en 1999. Tiene un total de 16 episodios, de 5 minutos de duración.

#### Lista de episodios
| #  | Título | Estreno               |
| -- | --- | --------------------- |
| 1  | «¡Auxulio! Alice en Shibuya» «SOS! Shibuya de Arisu♥» (SOS! 渋谷でアリス♥)                                                                 | 2 de febrero de 1999  |
| 2  | «Muévete al ritmo, reina de los senos» «Bīto de Pikkun, Kyonyū de Purun» (ビートでピックン、巨乳でプルン)                                  | 3 de febrero de 1999  |
| 3  | «Apretujables apretujables, bamboleantes bamboleantes» «Pu～Ripuri～Noku～Rakura～» (プ～リプリ～のく～らくら～)                           | 4 de febrero de 1999  |
| 4  | «Al fin, en la cama» «Semete Beddo de» (せめてベッドで…)                                                                                   | 5 de febrero de 1999  |
| 5  | «¿Amante, peligroso? Beso súbito» «Abunai Koibito? Ikinari Chu～» (アブナイ恋人? いきなりチュ～)                                           | 9 de febrero de 1999  |
| 6  | «¡Conseguiré más bragas!» «Tsuishi ga Fukeba, Panti ga mo ～ Karu?» (追試が吹けば、パンティがも～かる?)                                    | 10 de febrero de 1999 |
| 7  | «¡Ruptura! Un ataque frontal ayudaría... ¿verdad?» «Sekkō! Ni wa Chiku-chiku Kōgeki ga... Chiku?» (絶交! には、チクチク攻撃が…チク?)       | 11 de febrero de 1999 |
| 8  | «Cario, especial de San Valentín» «Suwīto Hāto Barentain Supesharu» (スウィート・ハート・バレンタイン・スペシャル)                         | 12 de febrero de 1999 |
| 9  | «¡Iniciativa! La noche de Koizumi» «Sakite! Shōzen no Moeru Yoru» (先手! 小泉の萌える夜♥)                                                  | 16 de febrero de 1999 |
| 10 | «El ídolo de todos, Sakurai-kun Pao» «Minna no Aidoru, Sakurai-kun♥Pao» (みんなのアイドル、桜井くん♥パォ)                                  | 17 de febrero de 1999 |
| 11 | «Buenos tiempos con el Kotatsu, dejamos huella en una noche» «Kotatsu degu～! Nyanko Purinto no Yoru» (コタツでグ～! ニャンコプリントの夜) | 18 de febrero de 1999 |
| 12 | «Fiesta de pijamas en el espacio exterior» «Pajama Pāti Uchū e kabe!!» (パジャマパーティ 宇宙へ翔べ!!)                                     | 19 de febrero de 1999 |
| 13 | «Caza húmeda, la historia de Amakasu» «Nureteru Tantei, Amakasu Monogatari» (ヌレてる探偵、甘糟物語)                                       | 23 de febrero de 1999 |
| 14 | «¡El desafío de lo desconocido!» «Omohide, Ponyo Ponyo Michi kara no Chōsen!» (おもひで、ぷにょぷにょ 未知からの挑戦!)                     | 24 de febrero de 1999 |
| 15 | «El rapto más grande del mundo» «Shijōsaidai no Yūwaku♥Koizumi yo izuku e?» (史上最大のゆうわく♥小泉よ何処へ?)                             | 25 de febrero de 1999 |
| 16 | «La esencia de Iketeru Futari» «Sashūkai Iketeru Futari ni hanataba wo!» (最終回 イケてる2人に花束を!)                                     | 26 de febrero de 1999 |